# بيل ماكجي
بيل ماكجي (بالإنجليزية: Bill McGee)‏ هو لاعب كرة قاعدة أمريكي، ولد في 16 نوفمبر 1909 في باتش تاون في الولايات المتحدة، وتوفي في 11 فبراير 1987 في سانت لويس في الولايات المتحدة.

## وصلات خارجية
- بيل ماكجي على موقع دوري كرة القاعدة الرئيسي (الإنجليزية)
- بيل ماكجي على موقعبيزبول رفرنس.كوم (الدوري الرئيسي) (الإنجليزية)
- بيل ماكجي على موقعبيزبول رفرنس.كوم (الدوري الثانوي) (الإنجليزية)